# Suimanga de pit violaci
El suimanga de pit violaci (Cinnyris chalcomelas) és un ocell de la família dels nectarínids (Nectariniidae).

## Hàbitat i distribució
Viu des del sud de Somàlia i est de Kenya cap al sud fins al nord-est de Tanzània.